# Piràmides d'Egipte
Les piràmides d'Egipte són grans monuments funeraris construïts en els temps de l'antic Egipte. De tots els vestigis que ens van deixar els egipcis de l'Antiguitat, són els més portentosos i emblemàtics monuments d'aquesta civilització, i en particular, les tres grans piràmides de Guiza, les tombes o Cenotafis dels faraons Kheops, Khefren i Micerí. La construcció es remunta, per la gran majoria d'estudiosos, al període anomenat Imperi Antic d'Egipte. La Gran Piràmide de Guiza, construïda per Kheops (Khufu), és una de les set Meravelles del Món.

## Antecedents
La mastaba, construcció gairebé prismàtica, era la sepultura dels sobirans del període arcaic d'Egipte. Les raons del pas de les mastaba a les piràmides no es coneixen bé, però s'esmenta generalment el desig d'assolir altures cada vegada més significatives per manifestar la importància i el poder del faraó difunt.
Quan més gran era la piràmide, més poderós era el rei que la feia construir.

## La funció de les piràmides egípcies

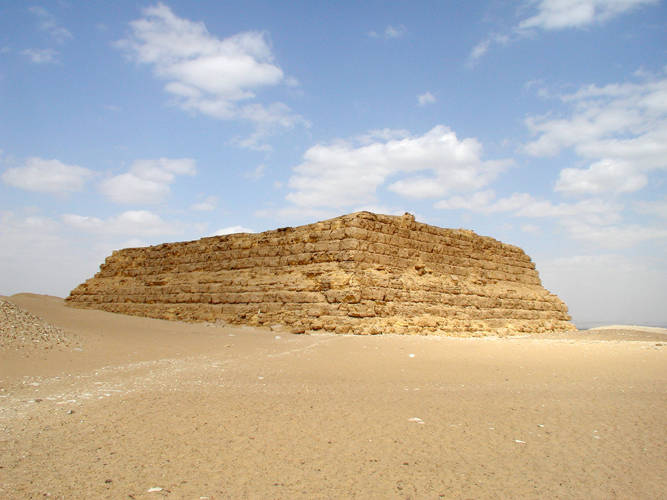
La Mastaba del Faraó d'Egipte, a Saqqara.

En els Textos de les Piràmides, gravats durant l'Imperi Antic, existeix una pregària destinada al rei i la seva piràmide:
Oh Atum, posa els teus braços al voltant d'aquest rei, al voltant d'aquesta construcció, i al voltant d'aquesta piràmide com els braços del símbol del ka, perquè l'essència del rei pugui estar en aquesta, perdura per sempre.
Oh Gran Enèada que estàs a Heliòpolis, fes que el (nom) del rei perduri, fes que aquesta piràmide del rei i aquesta construcció seva perdurin per sempre, com el nom de Atum que presideix sobre la Gran Enéada perdura.
Aquesta última frase es repeteix moltes vegades, variant els noms dels déus i els seus epítets.
Els textos esmentats indiquen la funció de la piràmide: contenir l'«essència» del rei per tota l'eternitat. Segons els mateixos textos, el rei ressuscita, i puja al cel per viure eternament entre els déus, transfigurat en una estrella.

## Primeres piràmides monumentals
A principis de la dinastia III (2700 aC) les mastabes es van transformar en piràmides esglaonades, constituïdes amb diverses grades, a manera d'una "escala gegantesca" que s'elevava cap al cel.
La primera i més famosa d'aquestes és la piràmide esglaonada de Djoser del faraó Djoser (Zoser), l'arquitecte era Imhotep, que possiblement va voler crear un monument que s'eleva cap al cel, com una gegantina escala, per tal de simbolitzar l'ascensió del difunt del "món terrenal" cap als "Cels" Aaru.
La següent etapa, en l'evolució de les piràmides, va ser la construcció ordenada erigir pel rei Snefru, l'anomenada "piràmide romboïdal", o "piràmide encorbada", a la regió de Dahshur, que es considera una etapa intermèdia entre la "piràmide esglaonada" i la "piràmide clàssica", o de cares llises. A la piràmide romboïdal les cares estan conformades amb dos pendents, d'inclinació decreixent en direcció a la cimera. L'absència d'uniformitat d'aquesta pendent podria ser un efecte geomètric voluntari.
Alguns erudits teoritzen sobre dificultats arquitectòniques, per l'estabilitat de la piràmide (pendent original massa fort), o el seu mètode de construcció (transport de blocs a gran alçada), o per dificultats de subministrament (situació geopolítica), etc.
|  |  |  |

## Piràmides clàssiques
Les Primeres piràmides monumentals són les aixecades en l'etapa que condueix, en la fase darrera d'evolució, cap a les piràmides clàssiques, de cares llises, de la dinastia IV (2500 aC); les obres més conegudes són les piràmides de Keops, Kefren, i Micerí, erigides a l'altiplà de Guiza, prop del Caire.

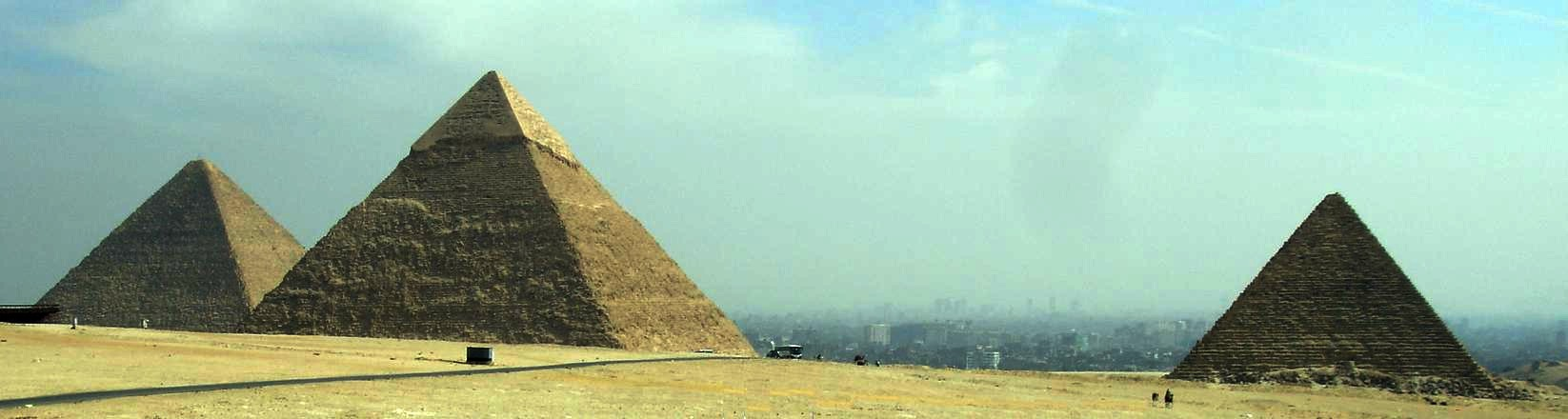
Piràmides de Khufu (Kheops), Khafra (Khefren) i Menkaure (Micerí), a Guiza.

Altres faraons de la dinastia IV van iniciar la construcció de les seves piràmides, com Djedefre (Abu-Roash) i Nebkara (Zawyet el-Aryam), però van quedar sense concloure. L'últim faraó, Shepseskaf, va erigir un monument a manera de gran sarcòfag petri, a Saqqara.
Durant la dinastia V la majoria dels seus reis van aixecar complexos de piràmides, a Saqqara i Abús, però de menors dimensions i tècnicament molt inferiors. Prosseguir erigint en Saqqara Teti, Pepi I, Merenre I i Pepi II, durant la dinastia VI.
En l'anomenat primer període intermedi d'Egipte alguns governants van continuar la tradició, com Neferkare III Nebi, Jui, Iti, o Merikare, però gairebé no queden restes.
És en l'Imperi Mitjà (dinastia XII, c. 1990 aC) quan s'aixequen les últimes grans piràmides, però amb nuclis de maons i revestiment petri, actualment ensorrat.
Els faraons de l'Imperi Nou preferir construir grans temples i hipogeus a la zona de Tebes. 

Piràmides pètries menors i més estilitzades, van ser erigides pels dignataris de la dinastia XXV (c. 747 aC), a Napata i Mèroe (Regne de Cuix).
|  |  |  |

## Ubicació de les principals piràmides d'Egipte
El 1842, Karl Richard Lepsius va realitzar la primera llista moderna de piràmides, on en comptabilitzava 67. Des de llavors, un gran nombre de piràmides han estat descobertes. Al de novembre de 2008, s'havien identificat 118 piràmides egípcies.
La ubicació de la piràmide 29, que Lepsius va anomenar la "Piràmide sense cap", es va perdre per segona vegada quan l'estructura va ser enterrada per la sorra del desert després de l'enquesta de Lepsius. Es va trobar de nou durant una excavació arqueològica realitzada el 2008.
Moltes piràmides es troben en mal estat de conservació o són enterrades per la sorra del desert. Si són visibles, poden semblar només muntanyes de runes. Com a conseqüència, els arqueòlegs continuen identificant i estudiant estructures piramidals prèviament desconegudes.
La piràmide descoberta més recentment va ser la de Sesheshet, a Saqqara, que fou la mare Teti, el primer faraó de la Sisena Dinastia. El descobriment va ser anunciat per Zahi Hawass, secretari general del Consell Suprem d'Antiquitats d'Egipte, l'11 de novembre de 2008.
Totes les piràmides d'Egipte, excepte la petita piràmide de la Tercera Dinastia de Zawyet el-Amwat (o Zawyet el-Mayitin), estan situades a la riba oest del riu Nil, i la majoria estan agrupades en conjunts de piràmides. A continuació us mostrem les ubicacions més importants:

### Abu Rawash
- - Piràmide de Radyef, del faraó Radyedef (dinastia IV) amb dues piràmides menors.

### Abusir
- - Piràmide de Sahura, del faraó Sahura (Dinastia V) amb una piràmide menor.
  - Piràmide de Neuserra, del faraó Neuserra (Dinastia V) amb una piràmide menor, començada a construir per Neferirkare.
  - Piràmide de Neferirkare, del faraó Neferirkare (Dinastia V)
  - Piràmide de Rareferef, del faraó Raneferef (Dinastia V)

### Dara
- - Piràmide de Khui, del faraó o rei local Khui (Primer període intermedi).

### Dashur
- - Piràmide de Sesostris III, del faraó Sesostris (Dinastia XII)
  - Piràmide roja, del faraó Snefru (Dinastia IV)
  - Piràmide encorbada, del faraó Snefru (Dinastia IV)
  - Piràmide blanca, del faraó Amenemhet II (Dinastia XII)
  - Piràmide negra, del faraó Amenemhet III (Dinastia XII)
  - Piràmide d'Amenikemau, del faraó Amenikemau (Dinastia XIII)

### Al-Lahun
- - Piràmide brillant, del faraó Sesostris II (Dinastia XII) amb una piràmide menor de la reina

### Lisht
- - Piràmide d'Amenemhet I, del faraó Amenemhet I (Dinastia XII)
  - Piràmide de Sesostris I, del faraó Sesostris I (Dinastia XII) amb una piràmide menor de la reina i nou per les princeses

### Guiza
Piràmides de Guiza

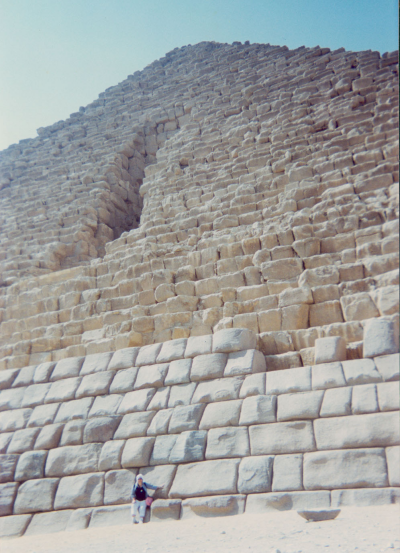
Piràmide de Micerí

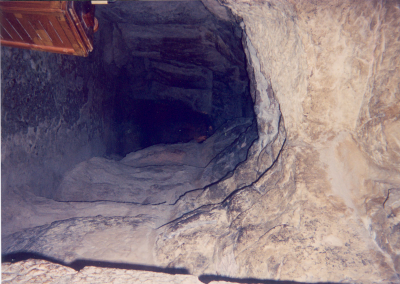
Interior de la piràmide de Kheops

- - Piràmide de Kheops o Khufu, coneguda com la Gran Piràmide (Dinastia IV)
  - Piràmide de Khefren (Dinastia IV)
  - Piràmide de Micerí (Dinastia IV)

### Hawara
- - Piràmide d'Amenhemet III, del faraó Amenhemet III (Dinastia XII)

### Meidumo Maidum
- - Piràmide d'Huni, del faraó Huni (Dinastia III) però acabada per Snefru (Dinastia IV) amb una piràmide menor

### Mazghuna
- - Piràmides de Mazghuna, dues piràmides possiblement dels faraons Amenemhet IV i Nefrusobek (Dinastia XII)

### Saqqara
- - Piràmide de Teti I, del faraó Teti I (Dinastia VI d'Egipte|Dinastia VI) amb una piràmide menor i dues per a les reines Iput i Khuit.
  - Piràmide de Merikara, del faraó Merikara (Dinastia IX o X)
  - Piràmide d'Userkaf, del faraó Userkaf (dinastia V) amb una piràmide menor.
  - Piràmide esglaonada (Al-Haram al-Mudarrag) del faraó Djeser (Dinastia III)
  - Piràmide d'Unas, del faraó Unas (Dinastia V) amb una piràmide menor
  - Piràmide esglaonada de Sekhemkhet del faraó Sekhemkhet (Dinastia III)
  - El gran recinte, probablement del faraó Sanakht (Dinastia III)
  - Piràmide de Pepi I del faraó Pepi I (Dinastia VI)
  - Piràmide d'Isesi del faraó Isesi (Dinastia V) amb una piràmide menor de la reina
  - Piràmide de Menkauhor del faraó Menkauhor (Dinastia V)
  - Piràmide de Neferkare, de les dinasties VII i VIII (no s'ha trobat però se suposa que era a Saqqara)
  - Piràmide de Merenre, del faraó Merenre (Dinastia VI)
  - Piràmide d'Ibi, del faraó Ibi (Dinastia VIII)
  - Piràmide de Pepi II del faraó Pepi II (Dinastia VI), amb una piràmide menor i les de les reines Neith, Iput i

### Wedjebten
- - Piràmide de Shepseskaf, del faraó Shepseskaf (Dinastia IV), és una mastaba.
  - Piràmide de Djendjer, del faraó Djendjer (Dinastia XIII)
  - Piràmide inacabada del faraó Djehuty? (Dinastia XIII)

### Seila
- - Piràmide esglaonada del faraó Snefru (Dinastia IV)

### Tukh(Naqada)
- - Piràmide esglaonada d'Ombos (Dinastia III)

### Zawyet al-Aryan
- - Piràmide inacabada, del faraó Bakka? (Dinastia IV)
  - Piràmide estratificada, del faraó Khaba? (Dinastia III)

### Zawyet al-Maiyitin
- - Piràmide esglaonada del faraó Huni? (Dinastia III)